# 鉄道にっぽん!
『鉄道にっぽん!』（てつどうにっぽん!）は、ソニックパワードが開発・発売した鉄道（電車）運転シミュレーションゲームのシリーズである。『鉄道にっぽん!路線たび』『鉄道にっぽん!RealPro』『鉄道にっぽん!メモリアル』の3シリーズが展開されている。
日本国外では、『Japanese Rail Sim』または『Japanese Rail Sim 3D』のシリーズ名で一部タイトルが発売されている。

## 鉄道にっぽん!路線たび
「鉄道にっぽん!路線たび」シリーズは地方の路線を舞台としている。略称は「鉄たび」。

### 長良川鉄道編
長良川鉄道越美南線の美濃太田駅から北濃駅までの72.1kmをナガラ300形で運転できる。
日本国外版では、4つの区間に分割して個別にダウンロード販売を行っている。
（Vol.1：美濃太田駅-美濃市駅、Vol.2：美濃市駅-美並苅安駅、Vol.3：美並苅安駅-山田駅、Vol.4：山田駅-北濃駅）

### 鹿島臨海鉄道編
鹿島臨海鉄道大洗鹿島線の水戸駅から鹿島サッカースタジアム駅と、JR鹿島線の鹿島サッカースタジアム駅から鹿島神宮駅までの56.2kmを鹿島臨海鉄道6000形気動車で運転できる。

### 叡山電車編
ニンテンドー3DS版では、叡山電鉄叡山本線の出町柳駅から宝ケ池駅までと叡山電鉄鞍馬線の宝ケ池駅から鞍馬駅までの12.6kmを叡山電鉄900系電車で運転できる。Nintendo Switch版とPlayStation 4版では叡山電鉄700系電車のデオ732「ひえい」が運転可能車両に加わり、叡山電鉄叡山本線の宝ケ池駅から八瀬比叡山口駅までの区間が追加された。また、ニンテンドー3DS版では下り線のみだがNintendo Switch版とPlayStation 4版では上り線の運転も可能となっている。
今作では、シリーズ初の夜間走行ができる。

### 近江鉄道編
近江鉄道本線の米原駅から貴生川駅までの47.7kmを近江鉄道220形電車、近江鉄道700系電車、近江鉄道800系電車、近江鉄道900形電車、近江鉄道100形電車の5つの電車で運転できる。

### ゆいレール編
沖縄都市モノレール線の那覇空港駅から首里駅までの12.9kmをシリーズ初のモノレールであるゆいレール1000形電車で運転できる。

叡山電車編に続き、夜間走行モードを実装している。

### 上毛電気鉄道編
上毛電気鉄道上毛線の中央前橋駅から西桐生駅までの往復50.4kmを上毛電気鉄道700型電車、上毛電気鉄道デハ100型電車で運転できる。

今作では、デハ100形の外装・内装を鑑賞できるモード「デハコレクション」が実装されている。

### きかんしゃトーマス編 大井川鐵道を走ろう!
大井川鐵道大井川本線の金谷駅から千頭駅までの39.5kmをシリーズ初の蒸気機関車であるC11形190号機蒸気機関車で運転できる。
今作では、大井川鐵道がコラボレーションを実施しているテレビ番組『きかんしゃトーマス』の要素が含まれており、主人公のトーマス等のキャラクターが登場するゲームモード「トーマスであそぶ」をプレイできる。なお、このモードは日本国外版には含まれていない。
日本のダウンロード版の販売は2019年6月21日17:00をもって終了している。

### 会津鉄道編
会津鉄道会津線の西若松駅から会津高原尾瀬口駅までの57.4kmを会津鉄道AT-700形気動車（AIZUマウントエクスプレス）、会津鉄道AT-100形気動車（お座トロ展望列車）で運転できる。
今作では、乗客に配慮した運転が求められるモード「観光走行モード」が実装されている。

### 三岐鉄道編
三岐鉄道北勢線の西桑名駅から阿下喜駅までの20.4kmを運転できる。
今作より追加された「ワンマン！なりきり運転」モードは出発駅から終着駅までを通して運転した後に総合評価が行われる仕様で、合間にはドアの開閉とアナウンス放送の操作も行うことができる。

### 明知鉄道編
明知鉄道明知線の恵那駅から明智駅までの25.1kmを運転できる。
新規要素として、なりきり運転モードでの指差喚呼のアクションや、下り坂などで使用する抑速ブレーキが追加されている。スクウェア・エニックス発売の鉄道シミュレーションゲーム『電車でGO!! はしろう山手線』のNintendo Switch版向けに制作された特殊コントローラ「電車でGO!!専用ワンハンドルコントローラ for Nintendo Switch」（製造販売：株式会社瑞起）に対応。

## 鉄道にっぽん!路線たびEX
これ以降、「路線たび」シリーズは「路線たびEX」シリーズと名前を変えて展開している。

### 清流運転 長良川鉄道編
『鉄道にっぽん!路線たび 長良川鉄道編』のリメイク版。長良川鉄道越美南線の上下線144.2kmをナガラ300形と観光列車ながらで運転できる。また、沿線エリアの観光情報を集めた「資料室」なども収録している。「電車でGO!!専用ワンハンドルコントローラ for Nintendo Switch」に対応。

### 登山電車 小田急箱根編
小田急箱根鉄道線の箱根湯本駅から強羅駅までをアレグラ号（箱根登山鉄道3000形電車）とサン・モリッツ号（箱根登山鉄道2000形電車）で走行する。山岳鉄道ならではのスイッチバック操作や急勾配、急カーブが連続する地形の走行など、平地の鉄道よりも複雑な運転技術が要求される。
このほか、春・秋で映像を切り替えられる要素や箱根の観光情報を閲覧する要素もある。

## 鉄道にっぽん!RealPro
「鉄道にっぽん!RealPro」シリーズは都市近郊の路線を舞台とし、急行・特急の高速運転を行うことができる。略称は「鉄プロ」。

### 特急走行!名古屋鉄道編
名鉄名古屋本線の名鉄岐阜駅から神宮前駅まで、名鉄常滑線の神宮前駅から常滑駅まで、名鉄空港線の常滑駅から中部国際空港駅までの合計70km超を運転できる。車輌は3種類でそれぞれ担当区間が異なり、名鉄3500系電車は名鉄岐阜駅-神宮前駅間、名鉄2200系電車は神宮前駅-中部国際空港駅間、名鉄2000系電車（ミュースカイ）は名鉄岐阜駅-中部国際空港駅間（全区間）となっている。Nintendo Switch版では「電車でGO!!専用ワンハンドルコントローラ for Nintendo Switch」に対応。
運転以外のコンテンツとして、2020年に閉館した名鉄資料館の展示内容を収録したモード「デジタル資料館」や、初級・中級・上級・超上級に難易度の分かれた名鉄クイズがある
。
Steam版の『鉄道にっぽん！RealPro 名古屋鉄道編 PC Edition』は、名鉄3500系電車の名鉄岐阜駅-神宮前駅間を「基本パック」として販売し、名鉄2200系電車の神宮前駅-中部国際空港駅間、および名鉄2000系電車（ミュースカイ）の名鉄岐阜駅-中部国際空港駅間（全区間）は有料DLC扱いとなる。
2024年7月18日より、名鉄1200系電車で名鉄岐阜駅から豊橋駅まで走行できるDLC追加データ【名古屋本線・パノラマSuper編】が配信され、名古屋本線の全区間の走破することが可能になった。このDLCには、直列ノッチや名鉄1200系電車専用のミュージックホーン、高低2音吹鳴デュアルホーンも追加されている。

### 特急ロマンスカー!小田急電鉄編
小田急電鉄が保有する小田急小田原線・小田急江ノ島線・小田急多摩線の下り区間を収録。車輌は3種類で、小田急70000形電車（GSE）「はこね」号は小田原線の新宿駅から小田原駅および特別収録した箱根登山電車の小田原駅から箱根湯本駅まで、小田急60000形電車（MSE）は江ノ島線の相模大野駅から片瀬江ノ島駅まで、小田急8000形電車は小田原線の新宿駅から新百合ヶ丘駅および多摩線の新百合ヶ丘駅から唐木田駅までとなっている。「電車でGO!!専用ワンハンドルコントローラ for Nintendo Switch」に対応。DLCとして、2023年12月10日を以って引退した小田急50000形電車（VSE）の運転ができる追加コンテンツが配信されている。

### 東京-神奈川!東急電鉄 編
東急電鉄が管轄する大井町線の大井町駅から溝の口駅の各停下りを9000系で、田園都市線の渋谷駅から中央林間駅の急行上りを2020系で、東横線・みなとみらい線の渋谷駅から元町・中華街駅の特急上りを5050系で運転できる。東横線・みなとみらい線では夜間運転のバージョンも収録している。
通常の運転モードとは別に、停車の腕を試すことにフォーカスしたモード「ジャストチャレンジ」が新たに追加された。

## 鉄道にっぽん!メモリアル
「鉄道にっぽん!メモリアル」シリーズは、引退車輌にフォーカスし現役当時の実写映像で列車運転を行うことができる。

### JR東海 キハ85 特急南紀編
JR東海エージェンシーとの共同制作作品で、2023年6月に営業運転から完全引退したキハ85系の南紀がテーマ。名古屋駅を出発し関西本線、伊勢鉄道伊勢線、紀勢本線を経て新宮駅まで運転する。走行中の映像は、2023年5月16日にJR東海エージェンシーが撮影した当時の記録映像を使用している。
ゲームを進めると閲覧できるようになる「キハ85系・特急南紀・メモリアル資料館」には、前面展望に路線沿線のガイドを加えたダイジェストムービー、展望映像を眺められる鑑賞ムービー、ゲーム用に調整される前のオリジナルムービー等を収録している。